# Georg Friedrich
Georg Friedrich (Vienna, 31 ottobre 1966) è un attore austriaco.

## Biografia
Attivo da metà anni ottanta sul grande schermo e in televisione, ha lavorato con registi come Michael Haneke (Il settimo continente, 71 frammenti di una cronologia del caso, La pianista, Il tempo dei lupi), Wolfgang Murnberger (Silentium, Il mio miglior nemico, Nichts zu verlieren) e Ulrich Seidl (Canicola, Böse Spiele, Import/Export).
Nel nuovo millennio ha affiancato all'attività cinematografica quella teatrale, recitando soprattutto al Volksbühne di Berlino. Nel 2004 ha ricevuto lo Shooting Stars Award al Festival internazionale del cinema di Berlino, dove nel 2017 si è aggiudicato l'Orso d'argento per il ruolo di Michael in Helle Nächte di Thomas Arslan. Nel 2023 ha partecipato al film Io & Sissi, con Sandra Hüller.

## Filmografia
- A.D.A.M., regia di Herbert Ballmann (1988)
- Ein Sohn aus gutem Hause, regia di Karin Brandauer (1988)
- Il settimo continente (Der siebente Kontinent), regia di Michael Haneke (1989)
- Kinder der Landstrasse, regia di Urs Egger (1992)
- 71 frammenti di una cronologia del caso (71 Fragmente einer Chronologie des Zufalls), regia di Michael Haneke (1994)
- Blutrausch, regia di Thomas Roth (1997)
- Slidin' - Alles bunt und wunderbar, regia di Barbara Albert, Michael Grimm e Reinhard Jud (1998)
- Periferia Nord (Nordrand), regia di Barbara Albert (1999)
- Gelbe Kirschen, regia di Leopold Lummerstorfer (2001)
- La pianista (La pianiste), regia di Michael Haneke (2001)
- Canicola (Hundstage), regia di Ulrich Seidl (2001)
- Richtung Zukunft durch die Nacht, regia di Jörg Kalt (2002)
- Kaltfront, regia di Valentin Hitz (2003)
- Il tempo dei lupi (Le temps du loup), regia di Michael Haneke (2003)
- Böse Zellen, regia di Barbara Albert (2003)
- Twinni, regia di Ulrike Schweiger (2003)
- Hurensohn, regia di Michael Sturminger (2004)
- Grauzone, regia di Karl Bretschneider (2004) - Cortometraggio
- Nacktschnecken, regia di Michael Glawogger (2004)
- Fräulein Phyllis, regia di Clemens M. Schönborn (2004)
- Auf Wolke 7, regia di Michael Grimm (2004)
- Die Augen des Coppola, regia di Thomas Christian Eichtinger (2004) - Cortometraggio
- Silentium, regia di Wolfgang Murnberger (2004)
- Welcome Home, regia di Andreas Gruber (2004)
- Il truffatore - The C(r)ook (C(r)ook), regia di Pepe Danquart (2004)
- Fremde Haut, regia di Angelina Maccarone (2005)
- Keller - Teenage Wasteland, regia di Eva Urthaler (2005)
- Spiele Leben, regia di Antonin Svoboda (2005)
- Klimt, regia di Raúl Ruiz (2006)
- Giovane e violento (Knallhart), regia di Detlev Buck (2006)
- Fallen, regia di Barbara Albert (2006)
- Das wilde Leben, regia di Akiz (2007)
- Die Unerzogenen, regia di Pia Marais (2007)
- Import/Export, regia di Ulrich Seidl (2007)

- Rumpelstilzchen, regia di Andi Niessner (2007)
- North Face - Una storia vera (Nordwand), regia di Philipp Stölzl (2008)
- Contact High, regia di Michael Glawogger (2009)
- Flores negras, regia di David Carreras (2009)
- Parkour, regia di Marc Rensing (2009)
- Im Alter von Ellen, regia di Pia Marais (2010)
- La lisière, regia di Géraldine Bajard (2010)
- Über uns das All, regia di Jan Schomburg (2011)
- Il mio miglior nemico (Mein bester Feind), regia di Wolfgang Murnberger (2011)
- Breathing (Atmen), regia di Karl Markovics (2011)
- Sommer in Orange, regia di Marcus H. Rosenmüller (2011)
- Faust, regia di Aleksandr Sokurov (2011)
- Nachtlärm, regia di Christoph Schaub (2012)
- Eastalgia, regia di Daria Onyshchenko (2012)
- Die Vermessung der Welt, regia di Detlev Buck (2012)
- Blackstory, regia di Christoph Brunner e Stefan Brunner (2012) - Cortometraggio
- Mein blindes Herz, regia di Peter Brunner (2013)
- Annelie, regia di Antej Farac (2013)
- Stereo, regia di Maximilian Erlenwein (2014)
- Über-Ich und Du, regia di Benjamin Heisenberg (2014)
- Die Vampirschwestern 2, regia di Wolfgang Groos (2014)
- Wild, regia di Nicolette Krebitz (2016)
- Aloys, regia di Tobias Nölle (2016)
- Hotel Rock'n'Roll, regia di Helmut Köpping e Michael Ostrowski (2016)
- Marija, regia di Michael Koch (2016)
- Der Hund begraben, regia di Sebastian Stern (2016)
- Winnetou & Old Shatterhand, regia di Philipp Stölzl (2016)
- Winnetou - Der letzte Kampf, regia di Philipp Stölzl (2016)
- Wilde Maus, regia di Josef Hader (2017)
- Helle Nächte, regia di Thomas Arslan (2017)
- Ende Neu, regia di Leonel Dietsche (2017)
- Kaviar, regia di Elena Tikhonova (2017)
- Böse Spiele, regia di Ulrich Seidl (2017)
- Gorillas, regia di Detlev Buck (2018)
- Narciso e Boccadoro, regia di Stefan Ruzowitzky (2020)
- Große Freiheit, regia di Sebastian Meise (2021)
- Buba, regia di Arne Feldhusen (2022)

## Televisione
Film Tv
- I figli del guardaboschi (Die Försterbuben), regia di Peter Patzak (1984)
- Steinbichler Geschichten, regia di Zoltán S. Pataky (1984)
- Der Verschwender, regia di Ernst Wolfram Marboe (1984)
- Die Liebe des Ganoven, regia di Peter Ily Huemer (1996)
- L'ultimo valzer (Opernball), regia di Urs Egger (1998)
- Die Verhaftung des Johann Nepomuk Nestroy, regia di Dieter Berner (2000)
- Polt muss weinen, regia di Julian Pölsler (2000)
- La rivolta (Uprising), regia di Jon Avnet (2001)
- Blumen für Polt, regia di Julian Pölsler (2001)
- Kabale und Liebe, regia di Leander Haußmann (2005)
- König Otto, regia di Zoltan Spirandelli (2006)
- Frösche petzen nicht, regia di Manfred Stelzer (2010)
- Föhnlage. Ein Alpenkrimi, regia di Rainer Kaufmann (2011)
- Pokerface - Oma zockt sie alle ab, regia di Erhard Riedlsperger (2016)
- Nichts zu verlieren, regia di Wolfgang Murnberger (2018)

Serie Tv
- Tatort (1983-2010) - 6 episodi
- Arbeitersaga (1988) - 1 episodio
- Der Salzbaron (1994)
- Spiel des Lebens (1996) - 1 episodio
- Stockinger (1997) - 1 episodio
- Il commissario Rex (Kommissar Rex) (1998-2002) - 2 episodi
- Medicopter 117 - Jedes Leben zählt (1999) - 1 episodio
- Schlosshotel Orth (2003) - 1 episodio
- Der kleine Mann (2009) - 1 episodio
- Tschuschen:Power (2009) - 1 episodio
- Aufschneider (2010) - 2 episodi
- Polizeiruf 110 (2012) - 1 episodio
- Unter Verdacht (2015) - 1 episodio
- Morgen hör ich auf (2016) - 4 episodi
- Freud (2020)

## Teatro
- La dodicesima notte, di William Shakespeare, regia di Michael Sturminger (Sommerspiele, Perchtoldsdorf, 2003)
- Vater Unser, di Ulrich Seidl, regia di Ulrich Seidl (Volksbühne, Berlino, 2004)
- Emil und die Detektive, di Erich Kästner, regia di Frank Castorff (Volksbühne, Berlino, 2007)
- Il giocatore, di Fëdor Dostoevskij, regia di Frank Castorf (Volksbühne, Berlino, 2011)
- Kaputt, di Curzio Malaparte, regia di Frank Castorf (Volksbühne, Berlino, 2014)

## Riconoscimenti
- 2004
  - Festival internazionale del cinema di Berlino
Shooting Stars Award (Austria)

- 2015
  - Preis der deutschen Filmkritik
Nomination Miglior attore per Über-Ich und Du
  - German Screen Actors Awards
Nomination Miglior attore in una commedia per Stereo

- 2017
  - Festival internazionale del cinema di Berlino
Orso d'argento per il miglior attore per Helle Nächte
  - Deutscher Filmpreis
Miglior attore non protagonista per Wild
  - Preis der deutschen Filmkritik
Nomination Miglior attore per Wild
  - Riviera International Film Festival
Nomination Miglior attore, premio della giuria per Marija

## Doppiatori italiani
Nelle versioni in italiano dei suoi film, Georg Friedrich è stato doppiato da: 
- Alberto Angrisano in North Face - Una storia vera
- David Chevalier in Faust
- Federico Danti in Stereo
- Walter Rivetti in Rimini
- Alessandro Quarta in Io & Sissi